# Estados Unidos en los Juegos Paralímpicos de Innsbruck 1984
Estados Unidos estuvo representado en los Juegos Paralímpicos de Innsbruck 1984 por un total de 51 deportistas, 33 hombres y 18 mujeres.

## Medallistas
El equipo paralímpico estadounidense obtuvo las siguientes medallas:
| Nombre                                                       | Deporte        | Evento                         |
| ------------------------------------------------------------ | -------------- | ------------------------------ |
| Oro                                                          |                |                                |
| Sheila Holzworth                                             | Esquí alpino   | Eslalon gigante B1 femenino    |
| Sheila Holzworth                                             | Esquí alpino   | Combinada B1 femenino          |
| Janet Penn                                                   | Esquí alpino   | Eslalon LW4 femenino           |
| Paul Dibello                                                 | Esquí alpino   | Descenso LW3 masculino         |
| Paul Dibello                                                 | Esquí alpino   | Eslalon LW3 masculino          |
| Paul Dibello                                                 | Esquí alpino   | Eslalon gigante LW3 masculino  |
| Paul Dibello                                                 | Esquí alpino   | Combinada LW3 masculino        |
| Plata                                                        |                |                                |
| Kathy Poohachof                                              | Esquí alpino   | Descenso LW6/8 femenino        |
| Kathy Poohachof                                              | Esquí alpino   | Eslalon LW6/8 femenino         |
| Kathy Poohachof                                              | Esquí alpino   | Eslalon gigante LW6/8 femenino |
| Kathy Poohachof                                              | Esquí alpino   | Combinada LW6/8 femenino       |
| Sheila Holzworth                                             | Esquí alpino   | Descenso B1 femenino           |
| Cara Dunne                                                   | Esquí alpino   | Eslalon gigante B1 femenino    |
| Connie Conley                                                | Esquí alpino   | Eslalon gigante B2 femenino    |
| Bonnie St. John                                              | Esquí alpino   | Combinada LW2 femenino         |
| Andy Fasth                                                   | Esquí alpino   | Descenso LW1 masculino         |
| Andy Fasth                                                   | Esquí alpino   | Eslalon gigante LW1 masculino  |
| Brad Hudiberg                                                | Esquí alpino   | Eslalon LW9 masculino          |
| Glen Abramowski                                              | Esquí alpino   | Eslalon gigante B2 masculino   |
| Jack Benedick                                                | Esquí alpino   | Combinada LW3 masculino        |
| Barbara Lewis Laura Oftedahl Jean Parker Billie Ruth Schlank | Esquí de fondo | 4 × 5 km B1-2 femenino         |
| Bronce                                                       |                |                                |
| Cara Dunne                                                   | Esquí alpino   | Descenso B1 femenino           |
| Cara Dunne                                                   | Esquí alpino   | Combinada B1 femenino          |
| Connie Conley                                                | Esquí alpino   | Descenso B2 femenino           |
| Connie Conley                                                | Esquí alpino   | Combinada B2 femenino          |
| Bonnie St. John                                              | Esquí alpino   | Eslalon LW2 femenino           |
| Bonnie St. John                                              | Esquí alpino   | Eslalon gigante LW2 femenino   |
| Lana Jo Chapin                                               | Esquí alpino   | Descenso LW4 femenino          |
| Janet Penn                                                   | Esquí alpino   | Eslalon gigante LW4 femenino   |
| Mike May                                                     | Esquí alpino   | Descenso B1 masculino          |
| Mike May                                                     | Esquí alpino   | Eslalon gigante B1 masculino   |
| Mike May                                                     | Esquí alpino   | Combinada B1 masculino         |
| Rod Hernley                                                  | Esquí alpino   | Eslalon LW1 masculino          |
| David Jamison                                                | Esquí alpino   | Eslalon LW2 masculino          |
| Reed Robinson                                                | Esquí alpino   | Eslalon LW6/8 masculino        |